# Riu Mius
El riu Mius (de l'ucraïnès: Миу́с) és un riu que discorre per territoris d'Ucraïna (l'óblast de Donetsk i l'óblast de Luhansk) i de Rússia (l'óblast de Rostov), i desemboca, formant el liman del Mius, al golf de Taganrog de la mar d'Azov. Entre les localitats ucraïneses de Mius i Kniaginivka, forma la frontera entre els dos óblasts ucraïnesos esmentats, i entre els dos països al sud de Chervona Zoria.

## Hidrónimo
Existeixen tres hipòtesis sobre l'origen del nom del riu. La primera la fa derivar de les llengües iràniques parlades pels pobles escites i sàrmates que van poblar la regió en l'Edat del Bronze, en les que mis (com en tadjik) significaria «coure» i faria referència a l'abundància d'aquest material a la zona del Dombàs, explotat des d'aquella època. La segona la fa derivar del túrquic mius, que significa "banya" o "cantonada", que és com es coneixia la fusió de dos rius (en aquest cas el Mius i el seu afluent el Krinka). Segons la tercera, també tindria origen túrquic, sent miyush una paraula usada per a referir-se a un "embolic" o "brutícia", en clara referència a la vall negadívola i fangosa, cobert de joncs, que forma el riu. Aquesta última versió està avalada per la documentació diplomàtica dels grans prínceps de Moscòvia al segle XV on el riu és anomenat Miyush.

## Geografia
El riu, la longitud del qual és de 258 km (la seva conca hidrogràfica cobreix una superfície de 6.680 km²), neix a la serralada de Donets, a l'óblast de Donetsk. En el seu curs superior, la vall del riu té forma de V, i la seva amplària varia entre 0,2 m i 1,2 km. Riu avall, ja en zona d'estepa, aconsegueix els 5-6 km, i les seves ribes es troben cobertes d'arbustos i vegetació de prada. El llit té una amplària mitjana de 15-25 m (en el curs inferior aconsegueix els 45 m). La seva profunditat és de fins a 6 m en trajectes d'aigües manses i de 0,5 en les zones de ràpids.
Els seus principals afluents són, per la dreta, el Gluja, el Viljívchik i el Krinka; i, per l'esquerra, el Miusik, el Kripenka i el Nagolna.
El cabal s'alimenta principalment de la neu i de l'aigua de pluja. El riu es congela entre desembre i març, i són característiques les seves crescudes de primavera.
En el seu curs es troben diversos petits embassaments, que són utilitzats per a la indústria, generació d'energia hidràulica i el reg.

### Localitats en el seu curs
Des del seu naixement a Mius, el riu deixa a la seva dreta Krúglik, i també Striúkove, passa per Hràbove, Andriyivka, Bokovo-Jrustalnie, Kniaginivka, Miussinsk, Lisne, Chuguno-Krépinka, Dmítrivka, Kozhevnia, Chervona Zoriá (últim poble d'Ucraïna al seu curs), Primiuski, Zárechni, Kúibyshevo, Skelianski, Berestovski, Rúskoye, Kulbakovo, Podgorni, Kutxerovka, Bolshaya Kirsanovka, Nadezhda, Stepánov, Alekséyevka, Podlesni, Krynka, Demídovka, Gvardeiski, Krasni Bumazhnik, Matvéyev Kurgán, Kolesnikovo, Denísova, Riazhenoye, Riasnoye, Nekrásova Balka, Málaya Neklínovka, Bolshaya Neklínovka, Semaki, Pokróvskoye, Yedush, Lunacharski, Fedoséyevka, Troitskoye, Koshkino, Nikoláyevka, Pavlo-Manuílovski, Dárievka, Mokrosarmatka, Sujosarmatka, Andréyevo-Meléntievo, Zolotariovo i Gáyevka. Des d'aquí s'estén el liman del Mius, i en les seves ribes trobem la zona nord-occidental de la ciutat de Taganrog, Lótoshniki, Borkin, Daragánovka, Guerásimovka, Gruzinovka, Murálovka, Nósovo, Nikólskoye, Sofíyevka, Sedyj, Dálnaya Gayevka, Kalínovka, Ivánovka, Malofiódorovka, Aleksándrovo-Márkovo, Nikoláyevo-Otrádnoye, Lakedemónovka, Lomakin, Beglitsa i Natálievka.

## Història
Al costat de la desembocadura del riu es va construir a la fi del segle XVII la fortalesa Semionòvskaia.
Durant la Segona Guerra Mundial, els alemanys van construir una línia fortificada, coneguda com Mius-Front (en rus, Миус-фронт, això és, "front del Mius", alemany: Mius Stellung alemany), sota el seu poder entre desembre del 1941 i juliol del 1942 i de febrer a agost del 1943, quan les tropes alemanyes s'han retirat a la línia del Dniéper (línia Panther-Wotan). La línia va aconseguir detenir l'avanç cap al sud de l'Exèrcit Roig, si Rostov del Don era alliberada al febrer del 1943, Taganrog no ho seria fins al 30 d'agost d'aquest any.